# Morabitino

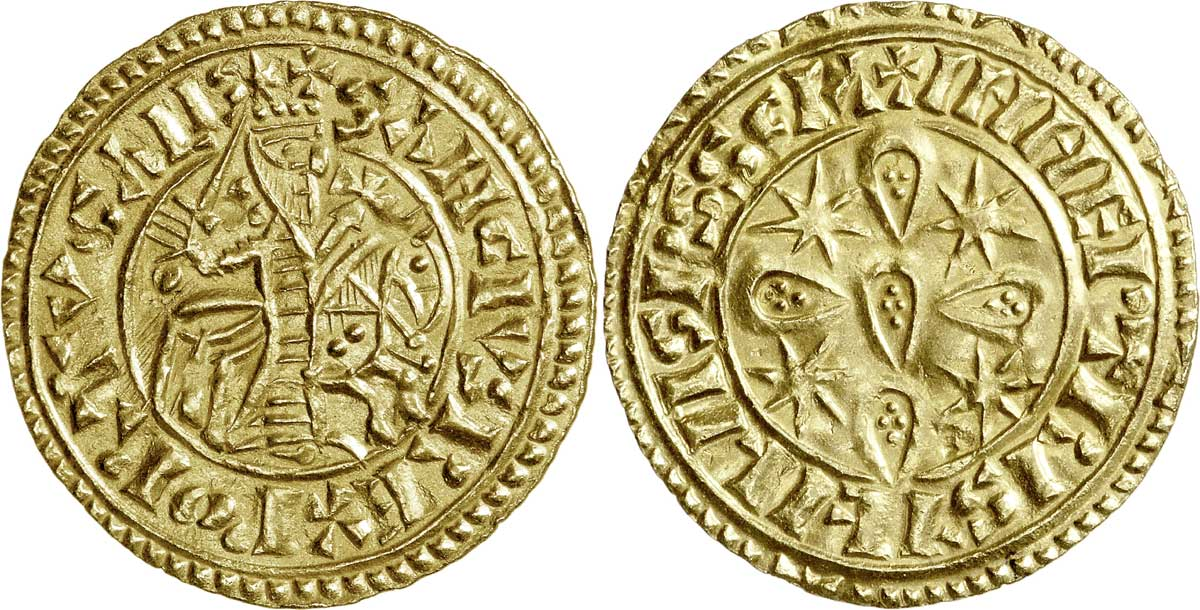
Morabitino, Sancho I. (reg. 1185 bis 1211)

Der Morabitino war eine während der Herrschaften von Alfons I. (reg. 1139 bis 1185), Sancho I. (reg. 1185 bis 1211) und Alfons II. (reg. 1211 bis 1223) in Portugal geprägte Goldmünze.

## Wortbedeutung
Der portugiesische Morabitino war wie der spanische Maravedí oder Marabotin, an den Golddinar der Mauren angelehnt. Der Eigenname ist abgeleitet von dem Namen der in Europa als Almoraviden (arabisch المرابطون, DMG al-Murābiṭūn, Singular مرابط / Murābiṭ) bekannten Berber-Dynastie. In Portugal wurden nur wenige Goldmünzen mit diesem Namen geprägt, eine Übernahme der Bezeichnung als Rechnungswährung wie in Spanien fand nicht statt. Allerdings wurden die portugiesischen Morabitinos in der älteren numismatischen Literatur mit den spanischen Goldmünzen als Maravedís zusammengefasst.

## Morabitino des Mittelalters

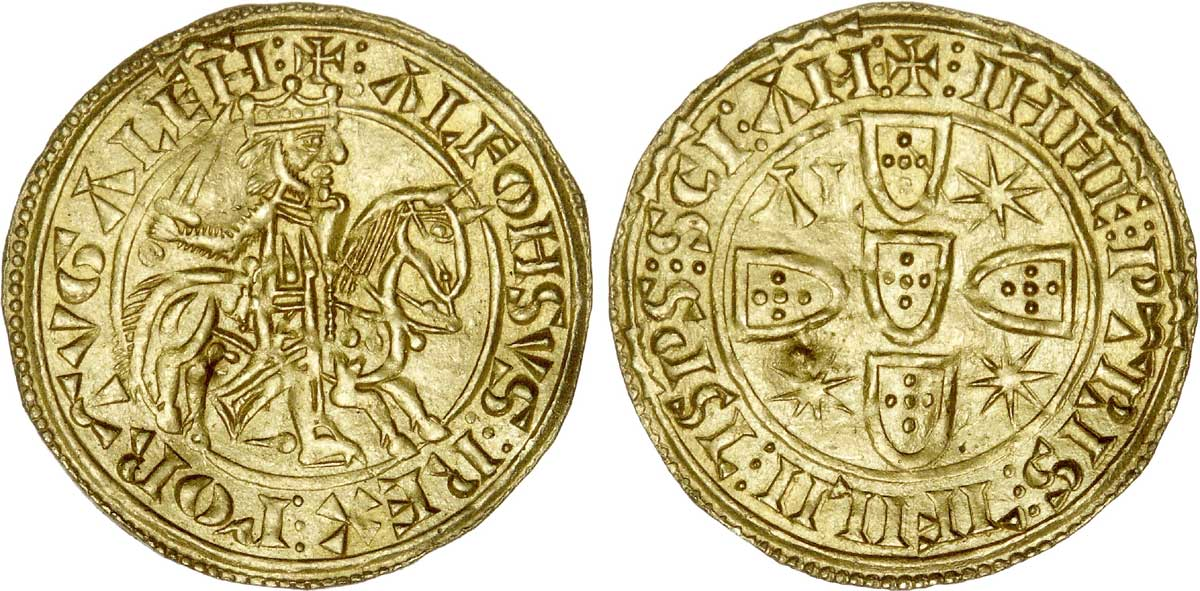
Morabitino, Alfons III. (reg. 1248 bis 1279)

Der Morabitino zeigte weder arabische Schriftzeichen, noch wurde, im Unterschied zu den ersten spanischen Maravedí, dem islamischen Bilderverbot gefolgt. Die Münzen zeigen den berittenen König Portugals und das portugiesische Wappen. Die Darstellung des Königs zu Pferd diente wahrscheinlich als Vorlage für ähnliche Goldmünzen, die später in verschiedenen europäischen Staaten geprägt wurden.
Der erste Morabitino wurde möglicherweise bereits von Alfons I. (reg. 1139 bis 1185) geprägt, er zeigt in grober Darstellung den König zu Pferd und die portugiesische Quinas. Auf der Rückseite ist als Umschrift, teilweise in Abbreviaturen, die trinitarische Formel In Nomine Patris, et Filii, et Spiritus Sancti, Amen eingeprägt. Nur vier dieser Alfons I. zugeschriebenen Münzen sind seit dem 19. Jahrhundert bekannt geworden. In den vergangenen Jahren wurde bei dreien dieser Stücke nachgewiesen, dass sie Gold amerikanischer Herkunft enthielten, also Fälschungen aus frühestens dem 16. Jahrhundert sein müssen.
Die Morabitinos von Sancho I. (reg. 1185 bis 1211) und Alfons II. (reg. 1211 bis 1223) wiesen geringfügige Änderungen der Darstellung auf.
Ein 2007 in Frankreich versteigerter Morabitino mit einer Darstellung des Königs Alfons III. (reg. 1248 bis 1279) gilt als nicht in den Umlauf gelangtes Unikat. In der Darstellung wurde die Münze aus der Regierungszeit Sancho I. nachgeahmt, die Ausführung ist jedoch deutlich feiner. Der auf der Vorderseite abgebildete König zu Pferd trägt auch hier eine Rüstung, die Umschrift lautet in Großbuchstaben „Alfons, König von Portugal“. Die rückseitige Umschrift ist wieder die trinitarische Formel, doch die im Medaillon angebrachten Wappen bilden nun die Quinas, die mit fünf kreuzförmig angeordneten Schilden mit jeweils fünf Punkten bereits sehr der modernen Darstellung ähnelt.

## Gedenkmünzen 2009

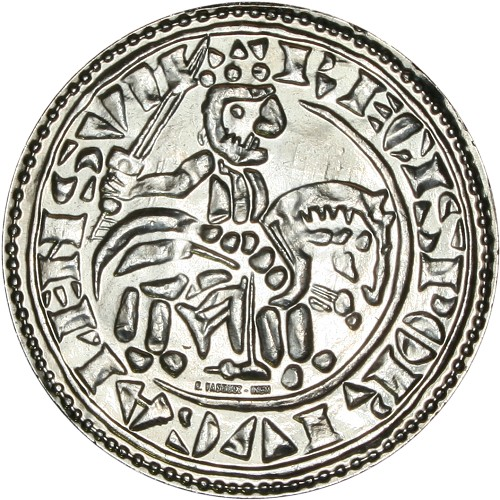
Münze zu 1,50 Euro, Motiv Sancho I. (2009)

Im Jahr 2009 prägte Portugal im Rahmen der Serie „Numismatische Schätze Portugals“ Münzen zu 1 1⁄2 Euro mit einer Wiedergabe des historischen Morabitino von Sancho I. Die Gedenkmünze hat einen Durchmesser von 26,5 mm und besteht aus einer Kupfer-Nickel-Legierung. Gleichzeitig wurde eine Anlagemünze aus Gold mit dem gleichen Nennwert und Motiv herausgegeben, die Münze besteht aus 24 kt Gold, ihr Goldgewicht beträgt 10,37 Gramm und sie hat ebenfalls einen Durchmesser von 26,5 mm. Diese Münze hat eine Auflage von 2.500 Stück.